# Scomberomorus cavalla
Scomberomorus cavalla és una espècie de peix de la família dels escòmbrids i de l'ordre dels perciformes.

## Morfologia
Els mascles poden assolir els 184 cm de longitud total i els 45 kg de pes.

## Distribució geogràfica
Es troba a l'Atlàntic occidental, al seu punt més septentrional a vegades des del Canadà i el Golf de Maine (Estats Units) fins a São Paulo (Brasil).